# Dudley Fosdick

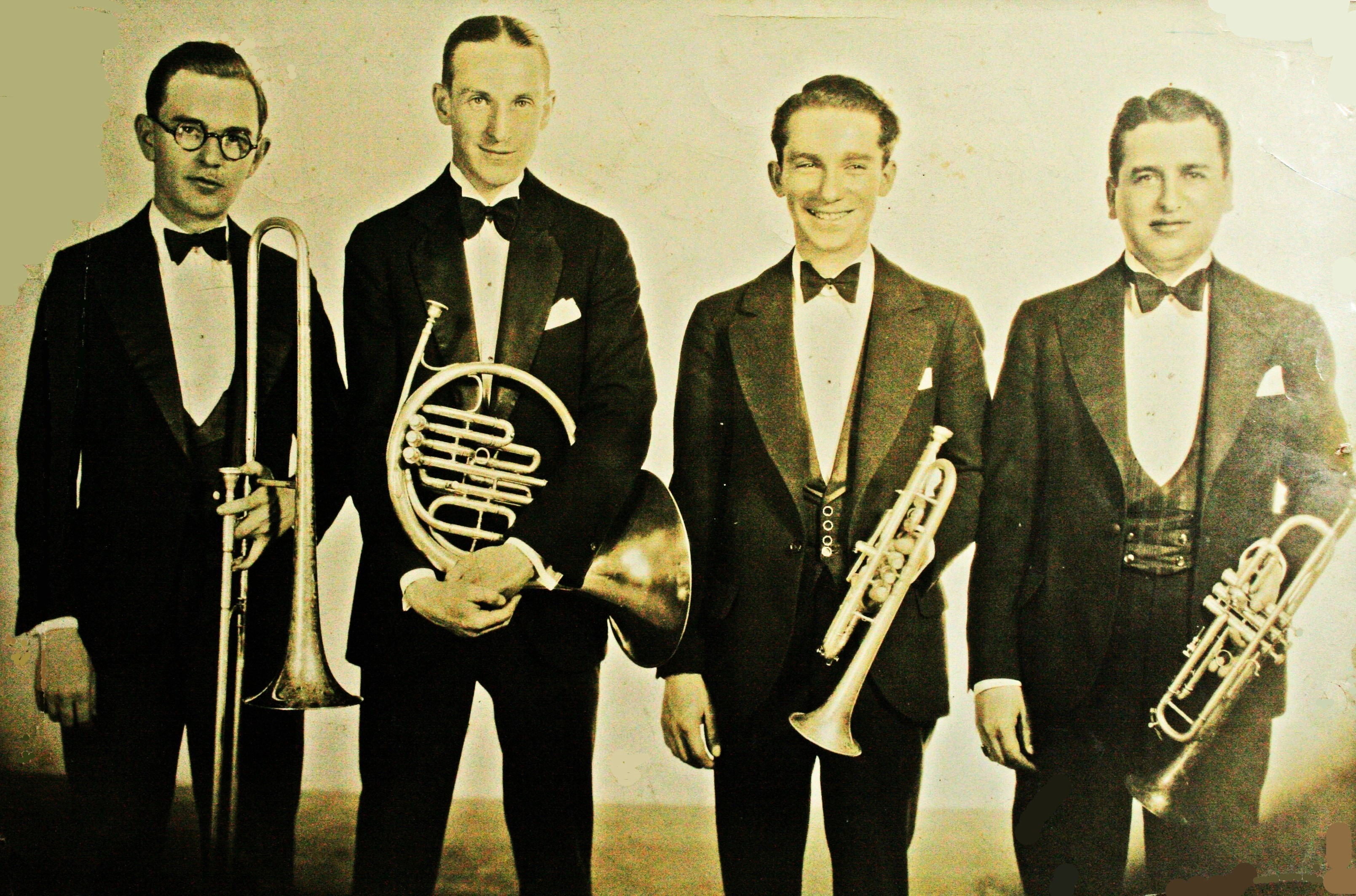
Od lewej: Miff Mole, Dudley Fosdick, Red Nichols i Leo McConville, ok. 1926

Dudley Fosdick (ur. 8 lutego 1902 w Liberty, zm. 17 czerwca 1957 w Malibu) – amerykański melofonista jazzowy epoki dixielandu oraz edukator.

## Życiorys
Studiował na uniwersytetach Northwestern i Columbia. Wyróżniał się nienagannymi manierami i brytyjskim akcentem. W latach 1922–1923 grał w zespole The Hoosiers, który prowadził jego brat Gene, saksofonista i klarnecista. Następnie pracował z zespołami „Reda” Nicholsa The Five Pennies, Miffa Mole’a The Molers oraz grupą Teda Weemsa.
W 1927 przyjechał do Nowego Jorku i podjął współpracę z orkiestrami kornecisty Tommy’ego Gotta, multiinstrumentalisty Rogera Wolfe Kahna oraz dyrygenta Dona Voorheesa. W latach 30. był wziętym sidemanem, dokonującym częstych nagrań. Z jego talentu, obok ww. bandliderów, korzystał także Henry King.
Jesienią 1936 dołączył do składu orkiestry Guya Lombardo, z którą grał dziesięć lat. W czasie II wojny światowej pracował przede wszystkim w studiach nagraniowych, ale jego nazwisko bardzo rzadko znajdowało się wśród wymienionych wykonawców. W latach powojennych zajął się także nauczaniem. Wykładał w The Roerich Academy of Arts, pełniąc również funkcję kierownika wydziału muzyki współczesnej.
Zmarł w Kalifornii na zawał serca. Miał 55 lat.

## Dyskografia
- 1959 The Red Nichols Story – Red Nichols and His Five Pennies (Brunswick) – kompilacja
- 1963 Red Nichols and His Five Pennies – Vol. 2 – Original Recordings Made in 1926–1930 (Coral) – kompilacja
- 1982 Red Nichols and His Five Pennies – 1926–31 Rarest Brunswick Masters (MCA) – kompilacja
- 2003 Miff Mole – 1928–1937 (Classics)

Zestawienie wg dat wydania płyt